# Treno JR East E001

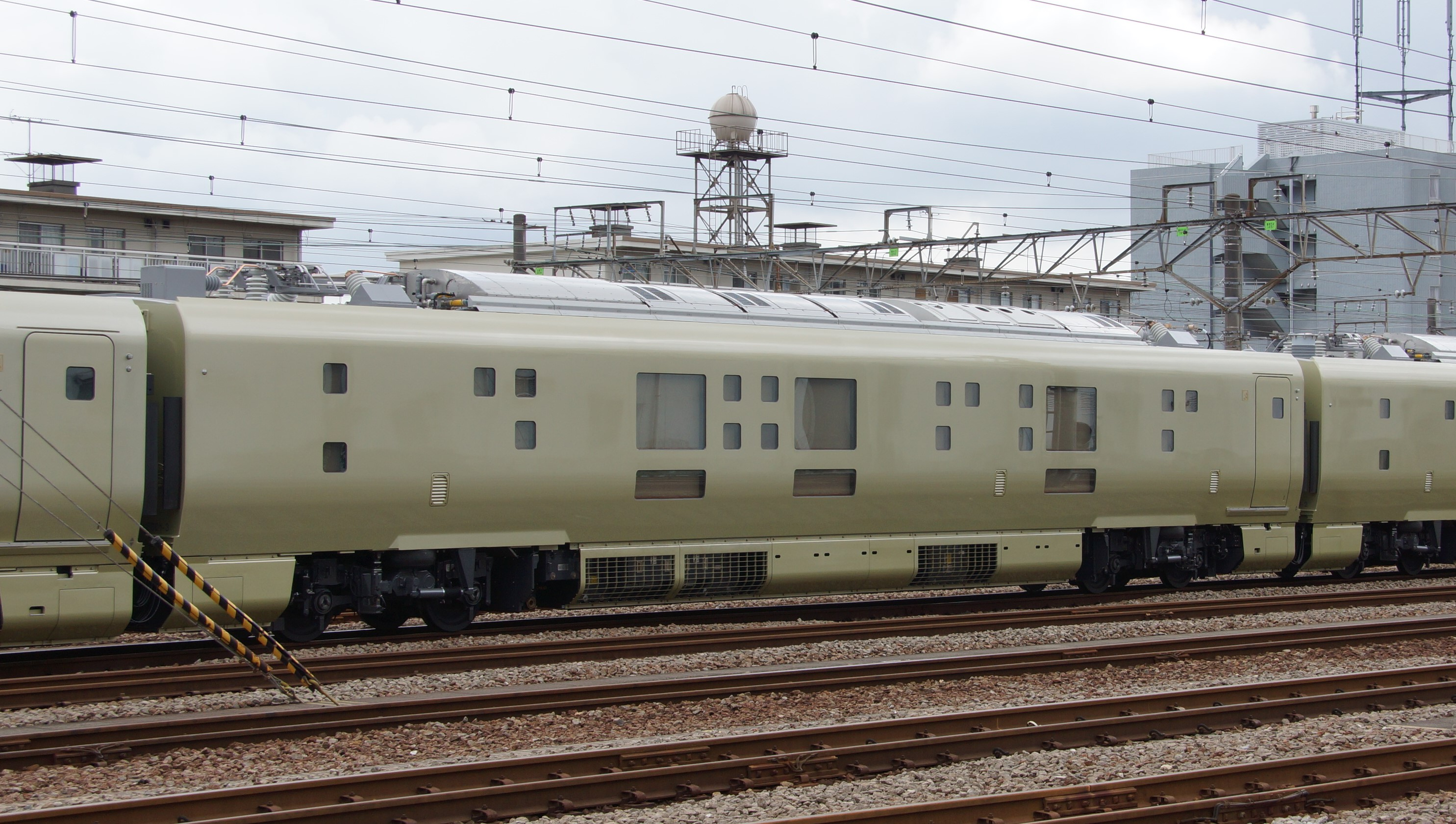
E001-3

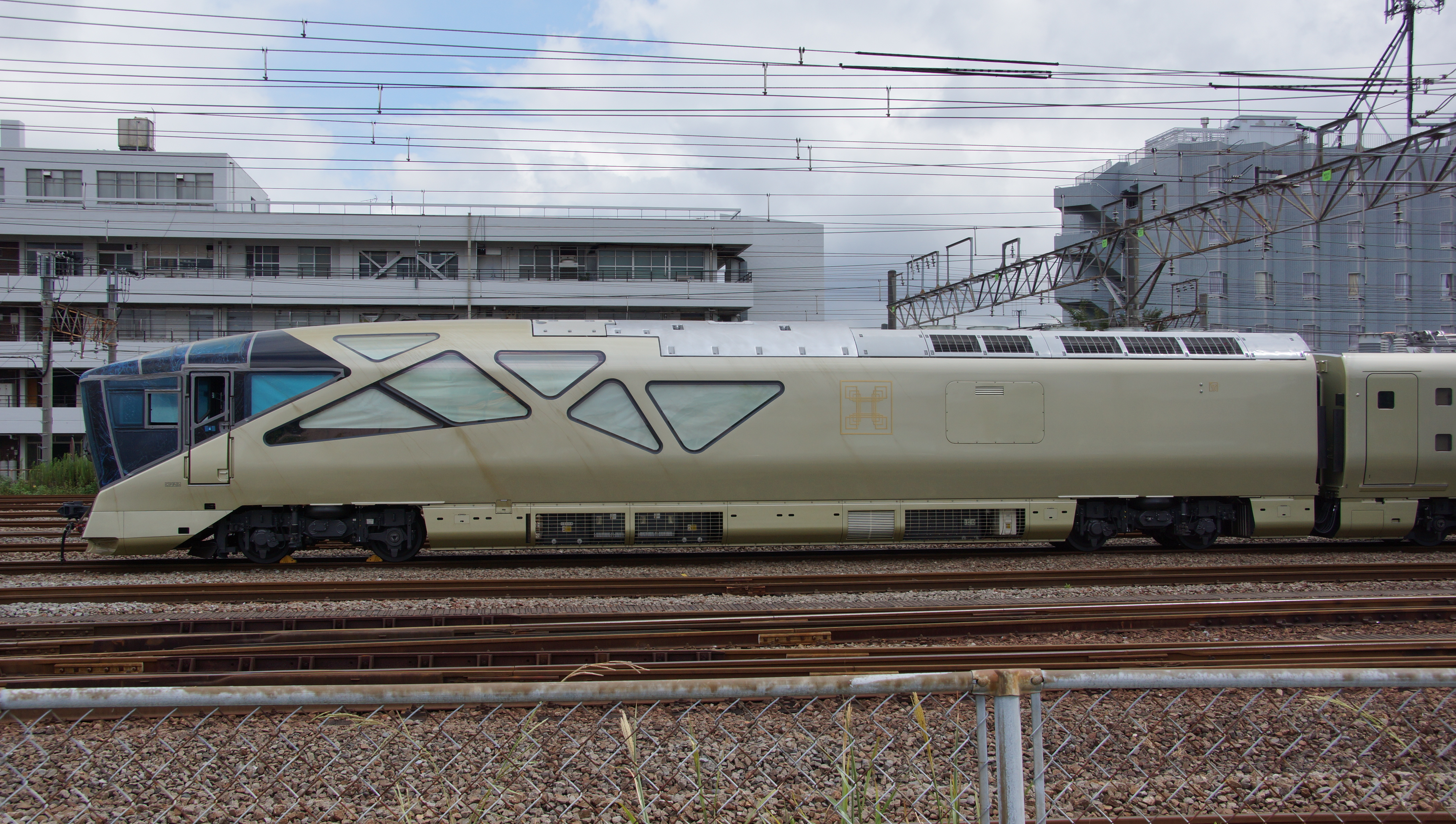
E001-10 in settembre 2016

Il treno JR E001, il cui nome commerciale è Treno Suite Shiki-shima (TRAIN SUITE 四季島?, Toran Suiito Shikishima), è un unico convoglio a composizione bloccata, a trazione "ibrida" (elettrodiesel), a scartamento ridotto 1067 mm, per servizi-crociera di lusso, delle East Japan Railway Company (JR East); inizierà il suo servizio il 1º maggio 2017. 

## Storia

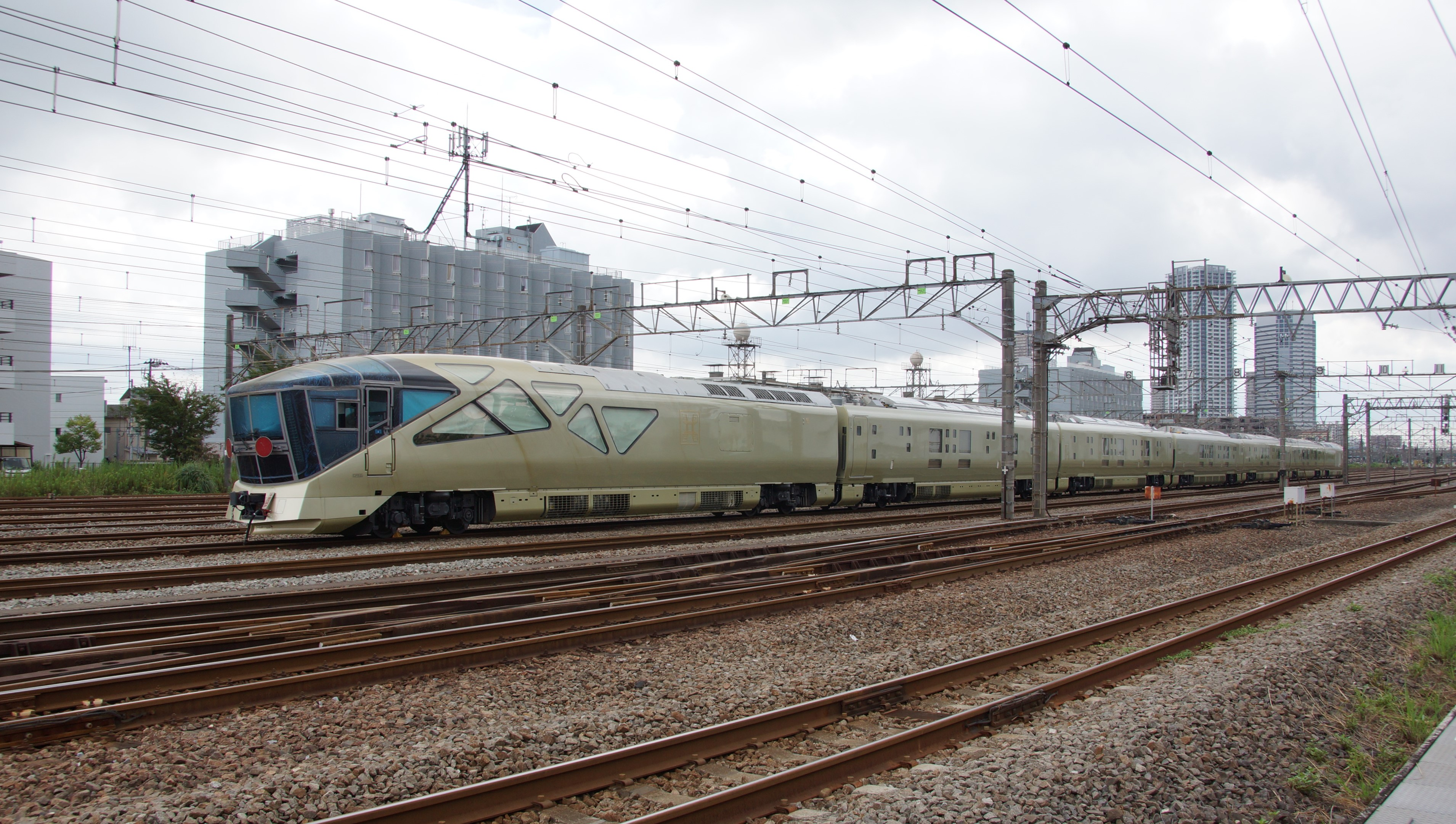
Le prime sette unità costruite da Kawasaki Heavy Industries nel settembre 2016

Nel giugno del 2013 East Japan Railway Company annunciò la sua intenzione di costruire un treno da crociera di lusso, progettato dal "designer" giapponese Ken Okuyama, prevedendo di iniziare le operazioni nella primavera del 2016. L'anno dopo JR East pubblicò ulteriori dettagli del progetto con una nuova data di inizio, nel 2017.
Il nome del treno e il logo vennero rivelati nel corso del 2014. Nel dicembre 2015 furono pubblicati i dettagli di alcuni itinerari studiati.
Le prime sette carrozze (1-4 e 8-10) furono consegnate dalla Kawasaki nel settembre 2016. Il 14 settembre 2016 iniziarono i test sulla Linea Jōban con la composizione ridotta di sette unità.
Le carrozze 5, 6 e 7 furono consegnate dalla J-TREC il 27 settembre 2016.

## Tecnica
Il treno si compone di 10 elementi dei quali sei motori e quattro trainati. 
La costruzione dei veicoli 1÷4 e 8÷10 è stata affidata alle Kawasaki Heavy Industries di Kōbe, mentre le tre carrozze 5, 6 e 7, a due piani, sono state costruite da Japan Transport Engineering Company (J-TREC) di Yokohama.
Le 7 carrozze costruite dalla Kawasaki hanno la cassa in alluminio, mentre le tre J-TREC sono realizzate in acciaio.
Il convoglio è progettato per circolare sia su linee alimentate da linea elettrica che su linee a trazione Diesel; la trazione del convoglio è quindi assicurata da motori elettrici posti sui carrelli di sei veicoli (tipo M) controllati da IGBT (sistema "EDC") mentre i restanti 4 sono trainati (tipo T). La circuitazione permette di utilizzare la linea elettrica ove presente mentre ove manca è prodotta a bordo dei due veicoli di estremità da due gruppi generatori con motori Diesel.

## Composizione del treno
Il convoglio è composto di dieci carrozze delle quali, sei carrozze letti, una carrozza salone, una carrozza ristorante e due panoramiche alle due estremità anteriore e posteriore. Cinque delle carrozze letto hanno tre suite ciascuna mentre una ne ha due "deluxe", una tipo appartamento su due livelli ed una a un solo livello. Tutte le suite sono dotate di docce e toilet. Le due suite deluxe hanno anche un bagno ciascuna.
| Carrozza n. | 1                                   | 2        | 3        | 4        | 5      | 6          | 7                             | 8        | 9        | 10                                  |
| ----------- | ----------------------------------- | -------- | -------- | -------- | ------ | ---------- | ----------------------------- | -------- | -------- | ----------------------------------- |
| Tipo        | M                                   | M        | M        | T        | T      | T          | T                             | M        | M        | M                                   |
| Numero      | E001-1                              | E001-2   | E001-3   | E001-4   | E001-5 | E001-6     | E001-7                        | E001-8   | E001-9   | E001-10                             |
| Uso         | Panoramica                          | Letti    | Letti    | Letti    | Salone | Ristorante | Letti                         | Letti    | Letti    | Panoramica                          |
| Massa (t)   | 64.1                                | 55.4     | 51.3     | 49.5     | 44.6   | 50.1       | 50.5                          | 51.8     | 55.4     | 63.9                                |
| Capacità    | 6 posti a sedere                    | 6        | 6        | 6        | 18     | 18         | 4                             | 6        | 6        | 6 posti a sedere                    |
| Funzione    | Postazione panor. Motore/generatore | 3 suite  | 3 suite  | 3 suite  |        |            | 1 suite deluxe 1 appartamento | 3 suite  | 3 suite  | Postazione panor. Motore/generatore |
| Costruttore | Kawasaki                            | Kawasaki | Kawasaki | Kawasaki | J-TREC | J-TREC     | J-TREC                        | Kawasaki | Kawasaki | Kawasaki                            |

- Le carrozze n. 2, 3, 8 e 9 sono dotate, ciascuna, di un pantografo monobraccio.

## Servizi programmati
Il treno è stato programmato per effettuare crociere ad itinerario circolare di 2 o 4 giorni nel periodo tra la primavera e l'autunno e di 3 giorni durante il periodo invernale.

### Primavera-autunno
Itinerario 2 giorni
giorno 1Ueno → Enzan → Obasute (notte a bordo treno)
giorno 2Aizu - Wakamatsu → Ueno
Itinerario 4 giorni
giorno 1Ueno → Nikko (notte a bordo treno)
giorno 2Hakodate → Datemombetsu → Noboribetsu (notte in hotel)
giorno 3Higashi - Muroran → Tōya-Tōyako → Shin - Hakodate - Hokuto → Aomori → Hirosaki (notte a bordo treno)
giorno 4Tsuruoka → Atsumi Onsen → Niitsu → Higashi - Sanjo → Ueno

### Inverno
giorno 1Ueno → Shiroishi - Miyagi → Matsushima (notte a bordo treno)
giorno 2Aomori → Hirosaki (notte a bordo treno)
giorno 3Naruko - Onsen → Ueno